# Xavier Pastor
Xavier Pastor (Mallorca, 1950) es biólogo, oceanógrafo y ecologista español. Ha sido uno de los fundadores de Greenpeace España y presidente, así como vicepresidente de la organización para la defensa de los mares Oceana.

## Biografía
Pastor es uno de los pioneros de la lucha ecologista en España. Procedente de una familia de tradición marítima y pesquera, ha dedicado gran parte de su vida al trabajo en el mar y en su defensa. Licenciado en Biología por la Universidad de Barcelona, trabajó como científico en el Instituto Español de Oceanografía participando en numerosas campañas de investigación pesquera. En 1984 fue uno de los fundadores de Greenpeace España y contribuyó a la creación de ramas de la organización en  Italia, Grecia, Turquía, Túnez y Malta, además de dirigir diversas campañas de Greenpeace en los Estados Unidos.
También ha sido presidente del Grupo Balear de Ornitología y Defensa de la Naturaleza (GOB). 
Durante su etapa como presidente de Greenpeace, logró que la asociación más pujante del ecologismo internacional fuese bien conocida en España, consiguiendo más de 5.000 socios y un presupuesto de 600 millones de euros. Sin embargo su labor no estuvo exenta de polémica y en 2001 fue expulsado de la organización.
Es autor del libro En defensa del medio ambiente: las propuestas de Greenpeace (Galaxia Gutenberg, 1999).